# V4334 Sagittarii
V4334 Sagittarii eller Sakurais objekt är en ensam stjärna i den norra delen av stjärnbilden Skytten. Den har en högsta skenbar magnitud av 10,90 och kräver ett kraftfullt teleskop för att kunna observeras. Baserat på beräknad parallax anses den befinna sig på ett avstånd på 1800 - 5000 parsek från solen. Stjärnan rör sig närmare solen med en heliocentrisk radialhastighet av -170 km/s. Den tros tidigare ha varit en vit dvärg som, till följd av en mycket sen termisk puls, svällde och blev en röd jätte. Den är belägen i mitten av en planetarisk nebulosa och tros för närvarande vara i termisk instabilitet och inom sin slutliga skalheliumblixtfas.
Sakurai's Object och andra liknande stjärnor förväntas sluta som heliumrika vita dvärgar efter att ha genomgått sitt utvecklingsspår från den "pånyttfödda" jättefasen tillbaka till den vita dvärgens kylningsspår. Det finns få andra misstänkta "pånyttfödda" objekt, ett exempel är FG Sagittae. Efter att ha fått utbrott 1995, förväntas det att Sakurais objekts sista heliumblixt kommer att bli den första väl observerade.

## Observation

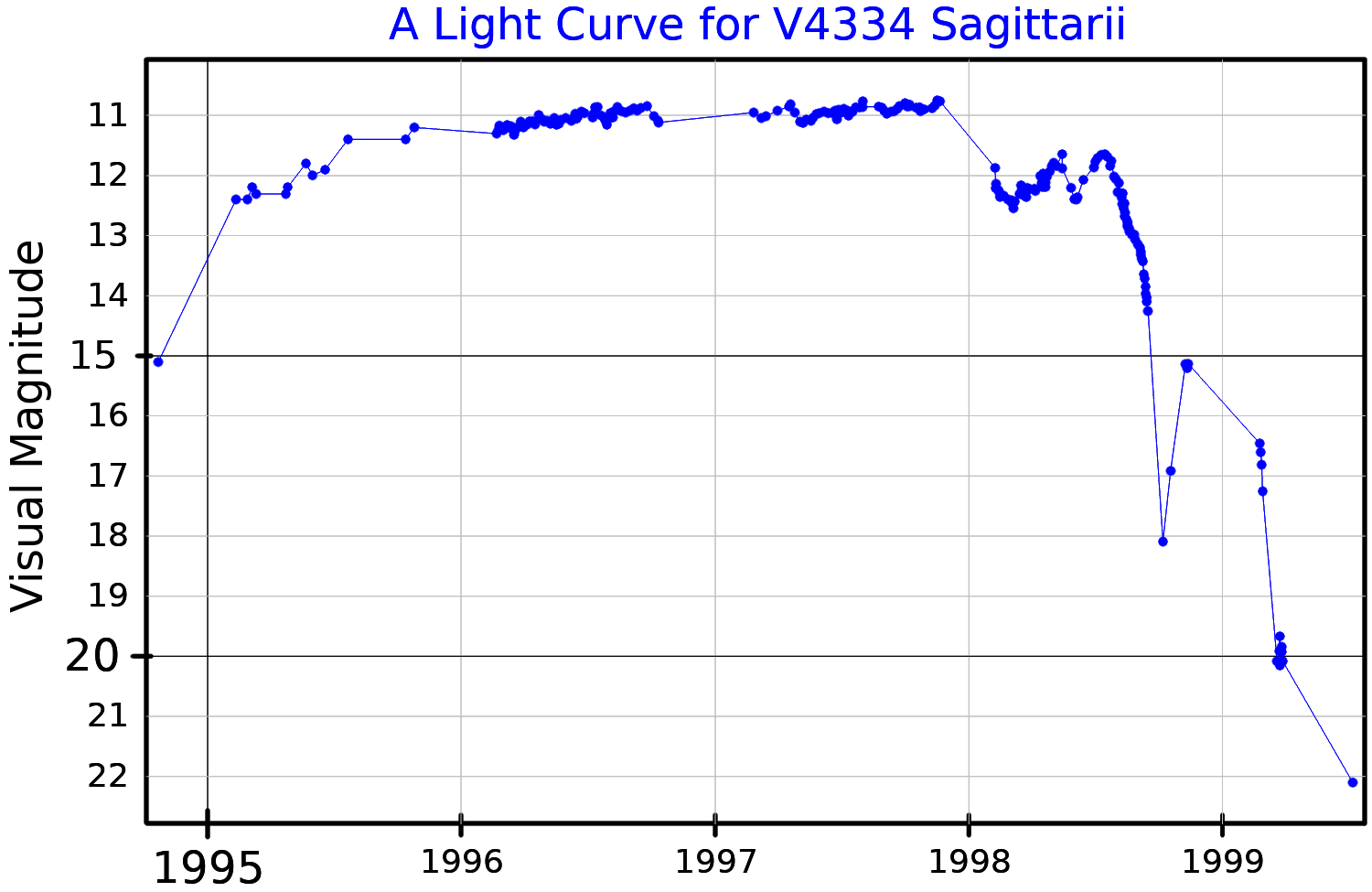
Ljuskurva i synliga bandet för V4334 Sagittarii, plottad efter Duerbeck (2002),

En rapport från International Astronomical Union som skickades ut den 23 februari 1996 tillkännagav upptäckten av en "möjlig 'långsam' nova" av magnituden 11,4 av amatörastronomen Yukio Sakurai. Den japanske astronomen Syuichi Nakano rapporterade upptäckten och uppmärksammade det faktum att objektet inte hade varit synligt på bilder från 1993 eller funnits i Center for Astrophysics, Harvard & Smithsonian lista för åren 1930–1951, trots att den sakta verkat ljusna under de föregående åren. Nakano skrev att "Medan utbrottet [antyder] en långsam eller symbiotisk nova, är avsaknaden av uppenbara emissionslinjer ett år efter ljusning mycket ovanlig."
Efter det första tillkännagivandet publicerade Hilmar Duerbeck en studie som undersökte den "möjliga slutliga heliumblixten" som Sakurai såg. I den noterade de att platsen för Sakurais objekt motsvarar ett svagt objekt som upptäcktes 1976 av magnitud 21, och diskuterade andra observationer under åren 1994–1996, då magnituden hade ökat till cirka 11–15. Genom att undersöka nebulosans uppmätta flöden, vinkeldiameter och massa bestämdes ett avstånd på 5,5 kpc och en ljusstyrka på 38 gånger solens. Forskarna noterade att detta stämde överens med deras utseende och modellförutsägelser och att utbrottsljusstyrkan låg i området 3 100 gånger solens, en faktor 3 lägre än förutspåtta.
De första observationerna av infraröd strålning publicerades 1998, där både när- och fjärrinfrarödspektroskopi presenterades. De insamlade uppgifterna visade Sakurais objekts snabba ljusning 1996, följt av en kraftig nedgång 1999 som förväntat. Det visade sig senare att stjärnans branta nedgång i ljusstyrka berodde på det omgivande stoftet kring stjärnan, som fanns vid en temperatur på ca 680 K. Ytterligare infraröddata som registrerats av United Kingdom Infrared Telescope publicerades 2000, där resultaten av de förändrade absorptionslinjerna diskuterades.
Observationer med United Kingdom Infrared Telescope (UKIRT) 1999 avslöjade att stjärnan är i en RCB-liknande fas med frigörande av stoft och enorm massaförlust.

## Egenskaper
Sakurais objekt är en högt utvecklad postasymptotisk jättegrenstjärna som efter en kort period på den vita dvärgens kylningsbana har genomgått en heliumskalsblixt (även känd som en mycket sen termisk puls). Stjärnan tros ha en massa på cirka 0,6 solmassa. Observationer av Sakurais objekt visar ökande rodnad och pulserande aktivitet, vilket tyder på att stjärnan har termisk instabilitet under dess sista helium-skalblixt.
Före dess återtändning tros V4334 Sagittarii ha svalnat till en vit dvärg med en temperatur runt 100 000 K och en ljusstyrka runt 100 gånger solens. Ljusstyrkan ökade snabbt ungefär hundra gånger och sedan sjönk temperaturen till cirka 10 000 K. Stjärnan utvecklade utseendet till en superjätte av spektralklass F2 Ia. Den skenbara temperaturen fortsatte att svalna till under 6 000 K och stjärnan skymdes gradvis vid optiska våglängder genom bildandet av kolstoft, liknande en R Coronae Borealis-variabel. Sedan dess har temperaturen ökat till omkring 20 000 K. 
Egenskaperna hos Sakurais objekt är ganska lika de hos V605 Aquilae. V605, upptäckt 1919, är den enda andra kända stjärnan som observerats under den höga luminositetsfasen av en mycket sen termisk puls, och Sakurais objekt är modellerat för att öka i temperatur under de närmaste decennierna för att matcha det nuvarande tillståndet för V605.